# Scorpaena
Scorpaena ist eine Fischgattung aus der Familie der Drachenköpfe (Scorpaenidae), die weltweit in tropischen, subtropischen und warm gemäßigten Meeren vom küstennahen Flachwasser bis in Tiefen von mehr als 500 Metern vorkommt.

## Merkmale
Scorpaena-Arten erreichen Körperlängen von lediglich 5 cm bis zu einem halben Meter, wobei die meisten Arten länger werden als 10 cm. Ihr Rumpf ist vorne mäßig seitlich abgeflacht, zum Schwanz hin werden sie aber immer schmaler. Die Körperseiten der meisten Arten sind mit Kammschuppen besetzt, der Bauch mit Rundschuppen. Nur bei Scorpaena cardinalis und S. jacksoniensis sind auch die Seiten mit Rundschuppen besetzt. Die Region um den Brustflossenansatz und der untere Hinterkörper können auch schuppenlos sein. Die Beschuppung erstreckt sich auch auf die basale Schwanzflosse, die übrigen Flossen sind schuppenlos. Der Kopf ist mit zahlreichen knöchernen Graten, Stacheln und Hautlappen versehen. Das Kopfprofil ist steil, das schräg stehende Maul ist relativ groß. Der hintere Rand des Oberkiefers reicht bis zu einer gedachten senkrechten Linie durch die Pupille oder darüber hinaus bis zum Hinterrand des Auges. Der Rand des hinteren Oberkiefers bildet einen niedrigen oder deutlich ausgeprägten Grat. Die Kiefer sind bei den meisten Arten mit kurzen, konischen Zähnen besetzt. Das Zahnband wird nach hinten schmaler. Auch Gaumenzähne sind vorhanden. Die Rückenflosse wird von 12, in seltenen Fällen auch von 11 oder 13, Stachelstrahlen und von 9 oder 10, hin und wieder auch von 8 oder 11, verzweigten Weichstrahlen gestützt. Der dritte, vierte und fünfte Stachel sind am längsten. Danach werden sie immer kürzer. Der letzte Weichstrahl ist über eine Membran mit dem Schwanzstiel verbunden. Die Brustflossen werden von 13 bis 21 Weichstrahlen gestützt. Die oberen sind bei adulten Exemplaren verzweigt, bei den Jungen sind es weniger verzweigte oder alle sind unverzweigt. Der Bauchflossenansatz befindet sich vor der Brustflossenbasis. Die Bauchflossen haben einen Stachel und 5 verzweigte Weichstrahlen. Der zum Rumpf hin gelegene Weichstrahl ist durch eine Membran mit dem Körper verbunden. Die Schwanzflosse hat 12 bis 14 Hauptflossenstrahlen. Die Seitenlinie erstreckt sich bis zur Schwanzflossenbasis.
Weitere morphometrische Angaben:
- Schuppenformel: 3–10/mLR 36–74/ SL 21–30/9–26
- Kiemenrechen: 4–6/(6)8–13.
- Branchiostegalstrahlen: 7.

Nach verschiedenen Autoren ist Scorpaena am nächsten mit der Gattung Sebastapistes verwandt. Von dieser Gattung lässt sich Scorpaena durch ihre Hinterhauptsgrube (occipital pit) und die drei Stacheln unterhalb der Augen unterscheiden. Sebastapistes-Arten haben keine Hinterhauptsgrube (Ausnahmen sind S. ballieui und S. mauritiana) und nur einen oder zwei Stacheln unterhalb der Augen (S. taeniophrys und S. tinkhami besitzen ebenfalls drei Unteraugenstacheln).

## Lebensweise
Wie fast alle Vertreter der Skorpionfische sind die Scorpaena-Arten gut getarnte Lauerjäger, die auf dem Meeresboden leben und sich hauptsächlich von Krebsen und kleineren Fischen ernähren.

## Arten
Zur Gattung Scorpaena gehören die folgenden Arten:
- Scorpaena afuerae Hildebrand, 1946
- Scorpaena agassizii Goode & Bean, 1896
- Scorpaena albifimbria Evermann & Marsh, 1900
- Scorpaena angolensis Norman, 1935
- Scorpaena annobonae Eschmeyer, 1969
- Scorpaena ascensionis Eschmeyer, 1971
- Scorpaena azorica Eschmeyer, 1969
- Scorpaena bergii Evermann & Marsh, 1900
- Scorpaena brachyptera Eschmeyer, 1965

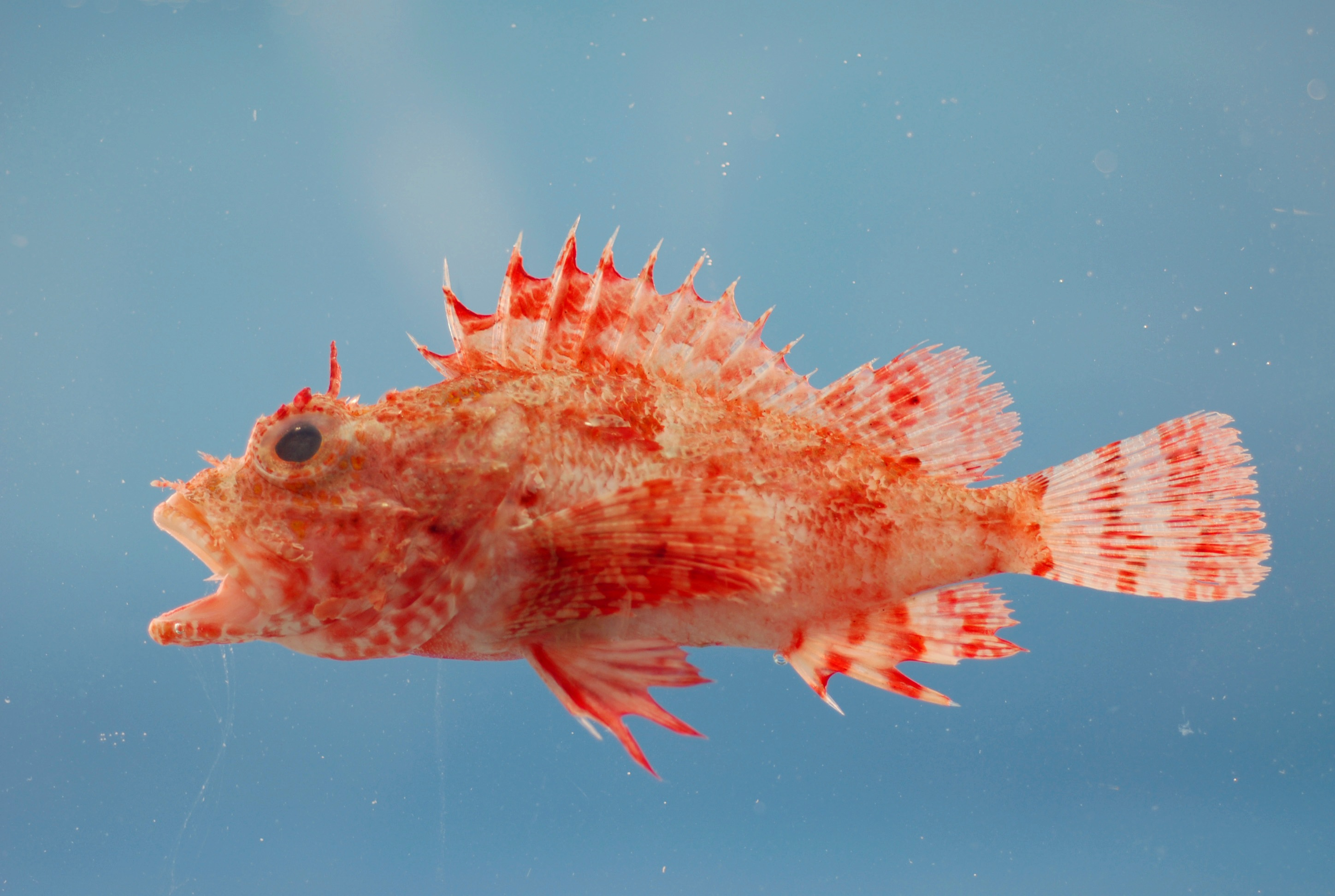
Scorpaena dispar

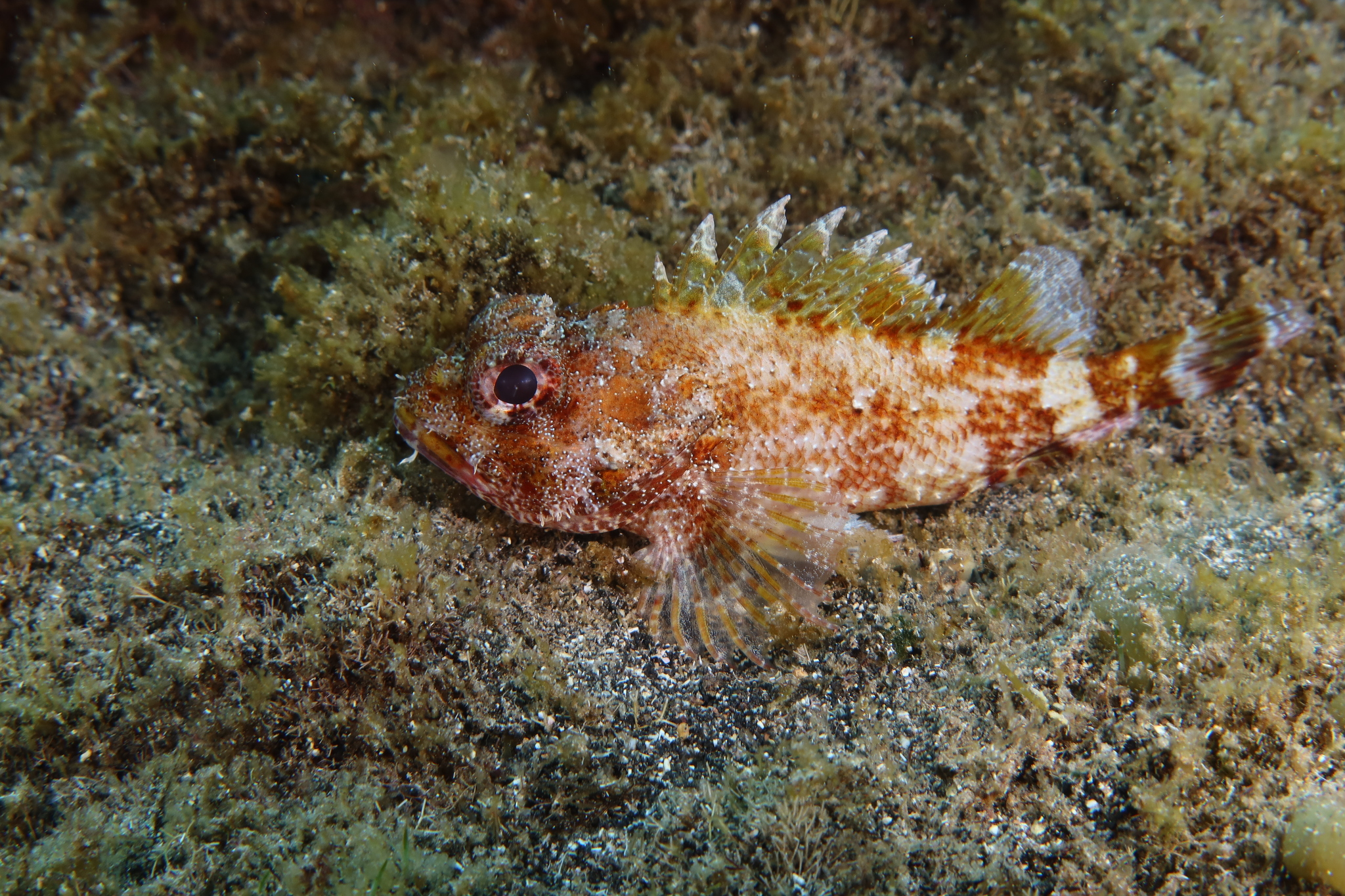
Madeira-Drachenkopf (Scorpaena maderensis)

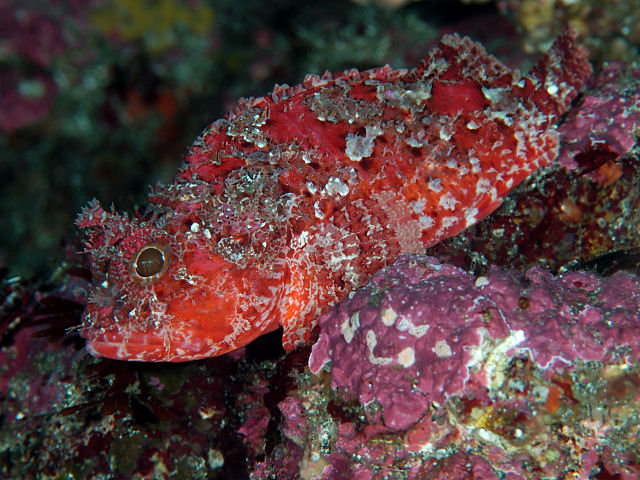
Scorpaena miostoma

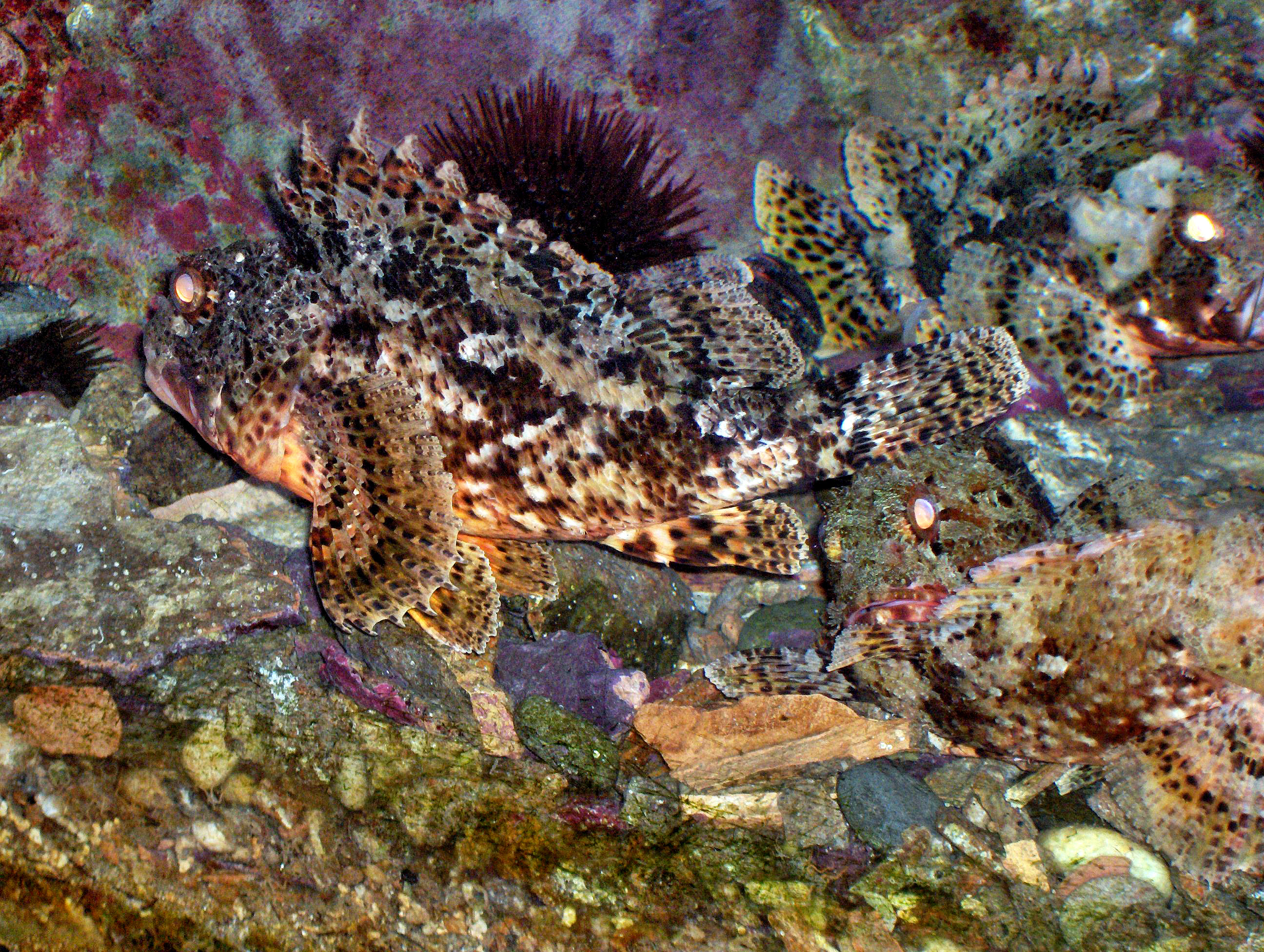
Kleiner Drachenkopf (Scorpaena notata)

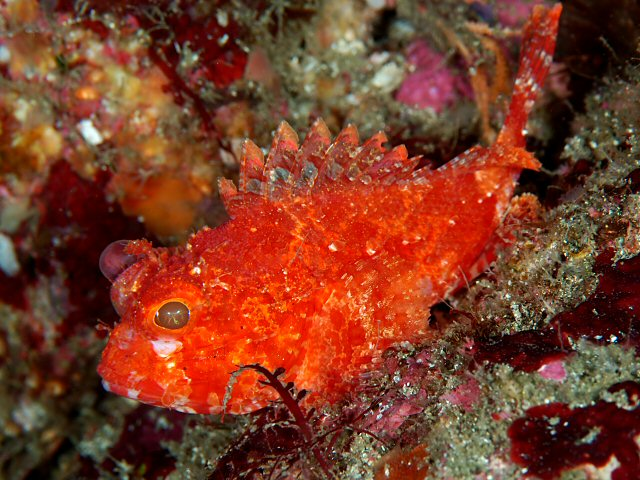
Scorpaena onaria

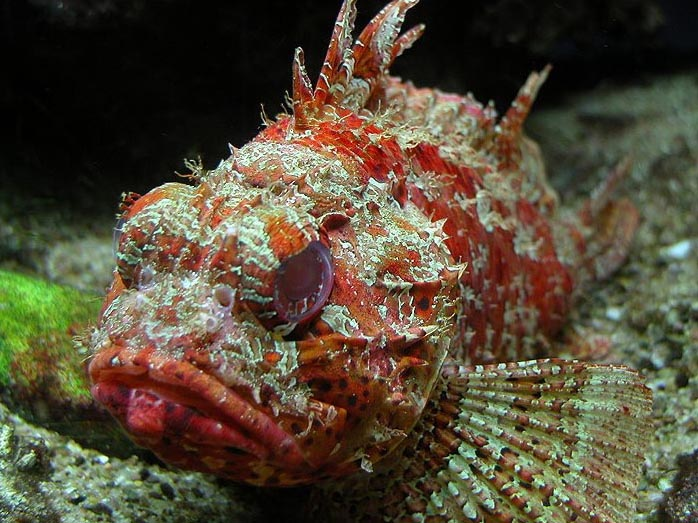
Großer Drachenkopf (Scorpaena scrofa)

- Brasilien-Drachenkopf (Scorpaena brasiliensis (Cuvier, 1829))
- Scorpaena brevispina Motomura & Senou, 2008
- Scorpaena bulacephala Motomura, Last & Yearsley, 2005
- Scorpaena calcarata Goode & Bean, 1882
- Scorpaena canariensis (Sauvage, 1878)
- Scorpaena cardinalis Solander & Richardson, 1842
- Scorpaena cocosensis Motomura, 2004
- Scorpaena colorata (Gilbert, 1905)
- Scorpaena cookii Günther, 1874
- Scorpaena decemradiata Fricke et al., 2018
- Scorpaena dispar Longley & Hildebrand, 1940
- Scorpaena elachys Eschmeyer, 1965
- Scorpaena elongata Cadenat, 1943
- Scorpaena fernandeziana Steindachner, 1875
- Scorpaena gasta Motomura, Last & Yearsley, 2006
- Scorpaena grandicornis Cuvier, 1829
- Scorpaena guttata Girard, 1854
- Scorpaena hatizyoensis Matsubara, 1943
- Scorpaena histrio Jenyns, 1840
- Pilz-Drachenkopf (Scorpaena inermis Cuvier, 1829)
- Scorpaena isthmensis Meek & Hildebrand, 1928
- Scorpaena lacrimata Randall & Greenfield, 2004
- Scorpaena laevis Troschel, 1866
- Scorpaena longaecrista Wibowo & Motomura, 2021
- Scorpaena loppei Cadenat, 1943
- Madeira-Drachenkopf (Scorpaena maderensis Valenciennes, 1833)
- Scorpaena melasma Eschmeyer, 1965
- Scorpaena mellissii Günther, 1868
- Scorpaena miostoma Günther, 1877
- Scorpaena moultoni Whitley, 1961
- Scorpaena mystes Jordan & Starks, 1895
- Scorpaena neglecta Temminck & Schlegel, 1843
- Scorpaena normani Cadenat, 1943
- Kleiner Drachenkopf (Scorpaena notata Rafinesque, 1810)
- Scorpaena onaria Jordan & Snyder, 1900
- Scorpaena orgila Eschmeyer & Allen, 1971
- Scorpaena papillosa (Schneider & Forster, 1801)
- Scorpaena pele Eschmeyer & Randall, 1975
- Scorpaena pepo Motomura, Poss & Shao, 2007
- Scorpaena petricola Eschmeyer, 1965
- Gebänderter Drachenkopf (Scorpaena plumieri Bloch, 1789)
- Brauner Drachenkopf (Scorpaena porcus Linnaeus, 1758)
- Scorpaena russula Jordan & Bollman, 1890
- Großer Roter Drachenkopf (Scorpaena scrofa Linnaeus, 1758)
- Scorpaena sonorae Jenkins & Evermann, 1889
- Scorpaena sororreginae Wibowo & Motomura, 2021
- Scorpaena stephanica Cadenat, 1943
- Scorpaena sumptuosa Castelnau, 1875
- Scorpaena thomsoni Günther, 1880
- Scorpaena tierrae Hildebrand, 1946
- Scorpaena uncinata de Buen, 1961
- Scorpaena wellingtoni Victor, 2013

Eine fossile Art ist Scorpaena prior aus dem Miozän von Sankt Margarethen im Burgenland in Österreich.